# Classifiche delle World Series of Poker
Questa pagina contiene le classifiche delle World Series of Poker, ordinate in base a differenti criteri. Tutti i dati sono aggiornati dopo l'edizione 2023.

## Braccialetti
Di seguito i primi 22 giocatori per numero di braccialetti delle World Series of Poker conquistati in carriera. 
Dati aggiornati prima del Main Event delle WSOP 2024.
| Posizione | Nominativo      | Braccialetti | Piazz. a premi (ITM) |
| --------- | --------------- | ------------ | -------------------- |
| 1         | Phil Hellmuth   | 17           | 204                  |
| 2         | Erik Seidel     | 10           | 151                  |
| 3         | Phil Ivey       | 10           | 82                   |
| 4         | Johnny Chan     | 10           | 54                   |
| 5         | Doyle Brunson   | 10           | 37                   |
| 6         | Johnny Moss     | 9            | 27                   |
| 7         | Mến Nguyễn      | 7            | 129                  |
| 8         | Billy Baxter    | 7            | 39                   |
| 9         | Daniel Negreanu | 7            | 252                  |
| 10        | Shaun Deeb      | 6            | 171                  |
| 11        | Chris Ferguson  | 6            | 168                  |
| 12        | Jeremy Ausmus   | 6            | 128                  |
| 13        | T.J. Cloutier   | 6            | 100                  |
| 14        | Jeff Lisandro   | 6            | 96                   |
| 15        | Josh Arieh      | 6            | 96                   |
| 16        | Jason Mercier   | 6            | 79                   |
| 17        | Brian Hastings  | 6            | 70                   |
| 18        | Layne Flack     | 6            | 74                   |
| 19        | Brian Rast      | 6            | 68                   |
| 20        | John Hennigan   | 6            | 52                   |
| 21        | Jay Heimowitz   | 6            | 43                   |
| 22        | Ted Forrest     | 6            | 39                   |

NOTAː  Informazioni estratte il 12 maggio 2024 dal sito ufficiale delle WSOP

## Guadagni
Di seguito i primi 25 giocatori per cifra guadagnata (in US$) alle World Series of Poker. 
Dati aggiornati prima del Main Event delle WSOP 2024.
| Posizione | Nominativo         | Guadagni in US$ |
| --------- | ------------------ | --------------- |
| 1         | Antonio Esfandiari | $22.365.690     |
| 2         | Daniel Negreanu    | $22.117.470     |
| 3         | Phil Hellmuth      | $17.904.130     |
| 4         | Dan Colman         | $17.413.780     |
| 5         | Justin Bonomo      | $16.281.910     |
| 6         | Jonathan Duhamel   | $14.666.300     |
| 7         | Daniel Weinman     | $14.230.320     |
| 8         | Joe Cada           | $13.980.030     |
| 9         | Fedor Holz         | $13.384.830     |
| 10        | Koray Aldemir      | $13.161.050     |
| 11        | Elton Tsang        | $12.388.310     |
| 12        | Martin Jacobson    | $12.381.710     |
| 13        | Jamie Gold         | $12.365.100     |
| 14        | Dan Smith          | $12.109.480     |
| 15        | Sam Trickett       | $11.827.400     |
| 16        | Dario Sammartino   | $11.576.120     |
| 17        | Joe McKeehen       | $11.550.390     |
| 18        | Espen Jorstad      | $11.307.710     |
| 19        | Ryan Riess         | $11.215.040     |
| 20        | Adrian Mateos      | $10.925.220     |
| 21        | Hossein Ensan      | $10.546.620     |
| 22        | Greg Merson        | $10.346.620     |
| 23        | Phil Ivey          | $9.602.883      |
| 24        | John Cynn          | $9.574.023      |
| 25        | Michael Mizrachi   | $9.513.001      |

NOTAː  Informazioni estratte il 12 maggio 2024 dal sito ufficiale delle WSOP 